# 나인 라이브즈 (1957년 영화)
나인 라이브즈(Ni Liv, Nine Lives)는 노르웨이에서 제작된 아르네 스코우엔 감독의 1957년 액션, 모험, 드라마, 스릴러, 전쟁 영화이다. 잭 프엘츠태드 등이 주연으로 출연하였다.

## 출연

### 주연
- 잭 프엘츠태드
- 헨리 모안

## 제작진
- 각색: 제임스 L. 슈테
- 원작자: 데이빗 하워스
- 프로듀서: 아르네 스코우엔

## 같이 보기
- 제30회 아카데미상 외국어영화상 출품작 목록